# Grand Prix automobile de Pau 2008
La Course WTCC de France 2008 (2008 FIA WTCC Race of France) s'est déroulée lors du Grand Prix automobile de Pau 2008 qui est la 68e édition du Grand Prix de Pau. Le Grand Prix est organisé les 30, 31 mai et 1er juin 2008.

## Format
Le Grand Prix dure 3 jours, mais les séances du WTCC n'ont lieu que les 2 derniers jours.

## Engagés
| Équipe                         | Voiture             | no | Pilotes              | Cat. |
| ------------------------------ | ------------------- | -- | -------------------- | ---- |
| BMW Team UK                    | BMW 320si           | 1  | Andy Priaulx         |      |
| BMW Team Germany               | BMW 320si           | 2  | Jörg Müller          |      |
| BMW Team Germany               | BMW 320si           | 3  | Augusto Farfus       |      |
| BMW Team Italy-Spain           | BMW 320si           | 4  | Alessandro Zanardi   |      |
| BMW Team Italy-Spain           | BMW 320si           | 5  | Félix Porteiro       |      |
| Chevrolet                      | Chevrolet Lacetti   | 6  | Nicola Larini        |      |
| Chevrolet                      | Chevrolet Lacetti   | 7  | Robert Huff          |      |
| Chevrolet                      | Chevrolet Lacetti   | 8  | Alain Menu           |      |
| SEAT Sport                     | Seat León 2.0 TDI   | 9  | Jordi Gené           |      |
| SEAT Sport                     | Seat León 2.0 TDI   | 10 | Rickard Rydell       |      |
| SEAT Sport                     | Seat León 2.0 TDI   | 11 | Gabriele Tarquini    |      |
| SEAT Sport                     | Seat León 2.0 TDI   | 12 | Yvan Muller          |      |
| SEAT Sport                     | Seat León 2.0 TDI   | 18 | Tiago Monteiro       |      |
| Borusan Otomotiv Motorsport    | BMW 320si           | 13 | Ibrahim Okyay        | I    |
| N.Technology                   | Honda Accord Euro R | 15 | James Thompson       |      |
| SUNRED Engineering Development | Seat León 2.0 TFSI  | 20 | Tom Coronel          |      |
| SUNRED Engineering Development | Seat León 2.0 TFSI  | 32 | Oscar Noguès         | I    |
| Exagon Engineering             | Seat León 2.0 TFSI  | 23 | Pierre-Yves Corthals | I    |
| Scuderia Proteam Motorsport    | BMW 320si           | 26 | Stefano D'Aste       | I    |
| Scuderia Proteam Motorsport    | BMW 320si           | 31 | Sergio Hernandez     | I    |
| Russian Bears Motorsport (en)  | Lada 110 2.0        | 28 | Viktor Shapovalov    | *    |
| Russian Bears Motorsport (en)  | Lada 110 2.0        | 29 | Jaap Van Lagen       | *    |
| Wiechers-Sport                 | BMW 320si           | 33 | Laurent Cazenave     | I    |
| Liqui Moly Team Engstler       | BMW 320si           | 42 | Franz Engstler       | I    |
| Liqui Moly Team Engstler       | BMW 320si           | 43 | Andrei Romanov       | I    |

| Icône | Catégorie                    |
| ----- | ---------------------------- |
| I     | Trophée des indépendants     |
| *     | non-éligible pour les points |